# Michel Tixier
Pour les articles homonymes, voir Tixier.
Michel Tixier est un homme politique français né le 15 février 1796 à Salles-Lavauguyon (Haute-Vienne) et décédé le 16 janvier 1864 à Saint-Mathieu (Haute-Vienne).
Avocat au barreau de Limoges, bâtonnier, il est un opposant modéré à la Monarchie de Juillet. Il est conseiller général et député de la Haute-Vienne de 1839 à 1842, siégeant à gauche puis de 1848 à 1857, siégeant à droite et soutenant le Second Empire.

## Sources
- « Michel Tixier », dans Adolphe Robert et Gaston Cougny, Dictionnaire des parlementaires français, Edgar Bourloton, 1889-1891 [détail de l’édition]